# 博亚娜·米洛舍维奇
博亚娜·米洛舍维奇（1965年11月29日—2020年4月16日），塞尔维亚女子篮球运动员，司职中锋。她曾代表南斯拉夫国家队参加1988年夏季奥林匹克运动会篮球比赛，获得一枚银牌。